# Commission administrative paritaire
Pour les articles homonymes, voir CAP et Commission paritaire.
Une commission administrative paritaire (CAP) est une instance de représentation et de dialogue de la fonction publique française.
Ce sont les organes de représentation des agents titulaires de la fonction publique. Les commissions administratives paritaires sont chargées d'examiner des situations individuelles, mais elles soumettent aussi parfois des motions à caractère collectif. Les décisions de la CAP n'ont qu'un caractère consultatif auprès de l'autorité employeur. 
Elles sont régies par le titre VI du livre II du code général de la fonction publique.
Pour les agents non titulaires de l'État, il peut exister des commissions consultatives paritaires qui remplissent le même rôle que les CAP mais n'ont pas de caractère obligatoire. Leur mise en place se généralise cependant.

## Histoire et textes
Les commissions administratives paritaires sont instituées dans la fonction publique de l'État par la loi du 19 octobre 1946 et étendues ensuite à la fonction publique territoriale et à la fonction publique hospitalière. 
Au sein de la fonction publique de l'État, la loi de 1946 prévoyait le principe d'une CAP pour plusieurs corps de même catégorie, avec la possibilité de créer une CAP pour un seul corps ayant des effectifs importants. Sous l'empire de la loi de 1984, le principe est au contraire celui d'une CAP pour chaque corps, avec la possibilité d'une CAP unique pour plusieurs corps quand les fonctions exercées sont similaires et que les effectifs sont peu nombreux. La loi no 2019-828 du 6 août 2019 de transformation de la fonction publique revient au principe qui prévalait avant 1984 : une CAP pour plusieurs corps, avec des exceptions possibles pour des corps aux effectifs importants. 
Cette même loi modifie plus largement le régime des CAP en deux temps : 
- dès 2020 en ce qui concerne les compétences des CAP, qui n'examinent plus les mutations et l'avancement de carrière des fonctionnaires ;
- à partir du renouvellement global des instances de la fonction publique en décembre 2022[1], pour l'institution et la composition des commissions.

Jusqu'à la codification du droit de la fonction publique, les CAP relevaient des lois Le Pors et, pour les dispositions réglementaires : 
- Pour la fonction publique de l'État, par le décret no 82-451 du 28 mai 1982 relatif aux commissions administratives paritaires ;
- Pour la fonction publique territoriale, par le décret no 89-229 du 17 avril 1989 ;
- Pour la fonction publique hospitalière, par le décret no 2003-655 du 18 juillet 2003 relatif aux commissions administratives paritaires locales et départementales de la fonction publique hospitalière.

Les règles relatives aux CAP sont codifiées au titre VI du livre II du code général de la fonction publique. 

## Positionnement des CAP

### Fonction publique de l'État
Dans la fonction publique de l'État, les CAP sont constituées par catégorie. Plusieurs corps, soit relevant du même département ministériel et exerçant dans le même cadre professionnel, soit à caractère interministériel, sont en principe regroupés au sein de la même CAP. Toutefois, il peut être institué une CAP pour un seul corps quand les effectifs le justifient ,.
Pour tous les corps ou groupes de corps concernés, il existe une CAP nationale (CAPN), mais il peut exister aussi des CAP à l'échelon déconcentré pour les corps à effectifs très importants. Tel est le cas des personnels enseignants au sein de l'Éducation nationale avec des CAP départementales (CAPD) pour les professeurs des écoles ou des CAP académiques (CAPA) pour des corps à gestion académique d'enseignants du second degré. Pour certains corps, il existe trois niveaux de CAP (départementale, académique, nationale).
Il existe aussi des CAP interdépartementales (CAPI) au ministère de l'intérieur pour les gradés et gardiens de la paix. 
Il n'y a pas de CAP pour tous les fonctionnaires d'État : les magistrats de l'ordre administratif ou les enseignants-chercheurs ne sont pas concernés.

### Fonctions publiques territoriale et hospitalière
Dans les fonctions publiques territoriale et hospitalière, les CAP sont instituées au sein de la collectivité ou de l'établissement si les effectifs sont suffisants. Dans les autres cas, elles sont respectivement constituées auprès du centre de gestion de la fonction publique territoriale ou à l'échelon départemental. 
Dans la fonction publique territoriale, il y a une CAP par catégorie. Dans la fonction publique hospitalière, dix CAP sont prévues, quatre en catégorie A, trois en B, trois en C. Dans chaque cas, les représentants qui siègent sont ceux d'un niveau hiérarchique égal ou supérieur aux agents dont la situation est examinée.
Toutefois, il existe des CAP nationales, siégeant par corps comme dans la fonction publique de l'État auprès du Centre national de gestion pour quelques corps de direction de la fonction publique hospitalière.
Jusqu'en 2021, il existait aussi des CAP nationales auprès du Centre national de la fonction publique territoriale pour les sapeurs-pompiers de catégories A et B.

## Composition
Les CAP sont composées en nombre égal des représentants de l’administration et des représentants du personnel.
Les représentants de l'administration sont nommés par l'autorité auprès de laquelle fonctionne la CAP ; ce sont des personnels dirigeants pour la fonction publique d'État et la fonction publique hospitalière, et des élus locaux pour la fonction publique territoriale.
Les représentants du personnel sont élus au scrutin proportionnel à la plus forte moyenne, par les fonctionnaires titulaires, à partir des listes présentées par les organisations syndicales.
Il est aussi réglementairement possible de procéder à un vote « sur sigle ». Dans ce cas, l'organisation syndicale dépose sa candidature en tant que telle et le vote ne se fait pas pour une liste nominative, mais pour une organisation. À l'issue de la proclamation des résultats, les organisations ayant obtenu des sièges disposent d'un délai défini réglementairement pour désigner leurs représentants.
Avant les accords de Bercy sur le dialogue social dans la fonction publique signés en 2008, la réglementation, dite « loi Perben », prévoyait deux tours possibles. Au premier tour, seules les organisations syndicales représentatives pouvaient présenter des listes. La participation minimum pour que le scrutin soit valide était fixée à 50 % des inscrits dans la fonction publique d'État et la fonction publique territoriale, et à 40 % des inscrits dans la fonction publique hospitalière. Si aucune liste n'était déposée ou si la participation était trop faible, un second tour était organisé ; toutes les organisations syndicales pouvaient alors y participer.
À la suite de l'accord de 2008 et de la loi no 2010-751 du 5 juillet 2010 qui lui fait suite, le principe des deux tours a été supprimé, et toute organisation reconnue peut se présenter.
La représentativité des organisations syndicales peut être mesurée à partir des voix obtenues lors des élections aux CAP, ainsi qu'à celui des élections aux comités sociaux dont les membres sont aussi élus directement.
Lorsque les CAP siègent en conseil de discipline, elles sont présidées par un membre d'une juridiction administrative, en activité ou honoraire.

## Compétences
Les CAP traitent de toutes les questions relatives aux carrières individuelles des personnels. Avant la réforme d'août 2019, elles étaient notamment consultées sur les mutations et les promotions, deux domaines où l'administration décide à nouveau seule dans le cadre de lignes directrices de gestion.
Les CAP sont également des lieux de dialogue social où sont discutées les modalités de traitement des carrières des agents de la fonction publique.
En droit, elles ne sont que consultatives, la décision finale revenant au chef du service concerné. Toutefois, leur consultation est obligatoire pour toutes les décisions de leur compétence. 
Les CAP n'examinent la situation que des fonctionnaires titulaires, cependant elles sont compétentes pour les agents reconnus travailleurs handicapés recrutés sous contrat en vue d’une titularisation. 

### Consultation systématique
Les CAP sont consultées de manière systématique, c'est-à-dire quelles que soient les circonstances, dans les cas suivants : 
- licenciement des fonctionnaires stagiaires ou prolongation de stage ;
- licenciement pour insuffisance professionnelle ou après refus d'un ou de plusieurs postes proposés en vue de la réintégration ;
- certaines décisions relatives au recrutement d'agents handicapés ;
- certaines décisions en matière de formation professionnelle.

### Consultation en cas de difficulté
Pour d'autres questions, la CAP n'est consultée qu'en cas de désaccord entre le fonctionnaire et l'administration : 
- exercice du travail à temps partiel ;
- désaccord relatif au télétravail ;
- désaccord concernant l'entretien professionnel d'évaluation ;
- désaccord sur l'utilisation du compte épargne-temps ;
- refus de démission.

Les CAP peuvent également siéger en formation disciplinaire si un fonctionnaire est soupçonné d'une faute professionnelle. 